# ROKS Ongjin
Le ROKS Ongjin (MSH-572) est un dragueur de mines de lutte anti-sous-marine de la marine de la république de Corée (ROKN), le deuxième navire de la classe Yangyang.

## Conception
Le navire mesure 60 mètres de long et 10,5 m de large. Il est équipé d’une mitrailleuse polyvalente, d’un canon principal de 20 mm et d’un véhicule de déminage (MDV). Il utilise deux propulseurs Voith Schneider comme propulsion, pour contrôler le navire plus précisément. Pour effectuer des activités de dragage de mines, il est équipé d’un dispositif de dragage de mines mécanique/inductif et de sonars. L’équipage compte environ 50 membres .
Pour protéger le navire des mines magnétiques, la coque du navire est faite de plastique renforcé de fibre de verre, qui n’a pas d’attraction magnétique, et dure plus longtemps que les matériaux couramment utilisés. L’équipement métallique est également minimisé, pour contrôler étroitement le matériau magnétique à l’intérieur du navire. Les objets en acier qui sont introduits dans le navire, comme les boîtes de conserve, sont fortement restreints et strictement contrôlés.

## Carrière
Le ROKS Ongjin (MSH-572) a été lancé en 2003 et mis en service (ou commissionné) en février 2004. Les noms des dragueurs de mines sont tirés des noms des comtés et des villes adjacents à une base navale Le navire porte donc le nom du comté d'Ongjin.
Le 9 mars 2012, l’USS Patriot (MCM-7), le sigle signifiant Mine CounterMeasures ship, est arrivé à Jinhae, République de Corée, en vue de l’exercice militaire Foal Eagle 2012. À cette occasion, des marins du USS Patriot ont pu bénéficier le lendemain 10 mars d’une visite à bord du ROKS Ongjin.
Les deux navires se sont retrouvés quatre ans plus tard, en avril 2016, lorsque l’USS Patriot a mené des exercices combinés de lutte contre les mines avec le ROKS Ongjin lors d’une patrouille dans la zone d’opérations de la Septième flotte des États-Unis. À cette occasion, les marins américains ont rendu la politesse à leurs collègues du ROKS Ongjin, dont quelques marins ont pu monter à bord de l’USS Patriot le 29 avril 2016 à Donghae, et visiter le navire,.